# Sistema Estatal de Radio y Televisión
El Sistema Estatal de Radio y Televisión es un organismo de ente público de medios de comunicación en Panamá. Fue creado en 2005, opera dos canales estatales de televisión y dos emisoras de radio. 

## Historia
El Sistema Estatal de Radio y Televisión fue creado en 2005 luego de ser aprobada por la Asamblea Nacional de Diputados de Panamá la ley n.º 58 del 28 de diciembre de 2005 que le da personalidad jurídica, patrimonio propio y autonomía en su régimen interno.
En un inicio solo estaba conformado por 2 medios de comunicación; el canal de televisión estatal SERTV y la emisora de radio Nacional FM.
En 2006 crea su tercer medio de comunicación, la emisora de radio Crisol FM, la cual contenía una programación similar a la de su otra estación de radio, con la variante que esta estaría dirigida a un público más joven.

## Medios de comunicación

### Canales de televisión abierta[1]
| Nombre         | Frecuencias                                     | Programación                                                             | Eslogán                      | Lanzamiento         |
| -------------- | ----------------------------------------------- | ------------------------------------------------------------------------ | ---------------------------- | ------------------- |
| SERTV          | Canal 11 (UHF y Cableoperadores) Canal 41 (TDT) | Generalista: Noticias, deportes, entretenimiento, novelas, series y más. | Todos somos Panamá           | 22 de enero de 1978 |
| Sertv Deportes | Canal 24 (UHF y Cableoperadores)                | Deportes                                                                 | La Casa del Deporte Panameño | 1 de enero de 2025  |